# Euphalerus marginalis
Euphalerus marginalis är en insektsart som beskrevs av Capener 1973. Euphalerus marginalis ingår i släktet Euphalerus och familjen rundbladloppor. Inga underarter finns listade i Catalogue of Life.